# Badminton-Weltmeisterschaft für Behinderte 2015
Die X. Badminton-Weltmeisterschaft für Behinderte, offiziell BWF Para-Badminton World Championships 2015, fand vom 10. bis zum 15. September 2015 in Stoke Mandeville statt. 

## Wettbewerbe

### Herren
| Disziplin      | Gold                               | Silber                       | Bronze                                     |
| -------------- | ---------------------------------- | ---------------------------- | ------------------------------------------ |
| Einzel WH1     | Lee Sam-seop                       | Thomas Wandschneider         | Lee Dong-seop                              |
| Einzel WH1     | Lee Sam-seop                       | Thomas Wandschneider         | Jakarin Homhaul                            |
| Einzel WH2     | Kim Jung-jun                       | Kim Kyung-hoon               | Madzlan Saibon                             |
| Einzel WH2     | Kim Jung-jun                       | Kim Kyung-hoon               | Chan Ho Yuen                               |
| Einzel SL3     | Pramod Bhagat                      | Phạm Đức Trung               | Daniel Bethell                             |
| Einzel SL3     | Pramod Bhagat                      | Phạm Đức Trung               | Manoj Sarkar                               |
| Einzel SL4     | Tarun                              | Lucas Mazur                  | Kim Jae-hoon                               |
| Einzel SL4     | Tarun                              | Lucas Mazur                  | Bakri Omar                                 |
| Einzel SU5     | Cheah Liek Hou                     | Bartłomiej Mróz              | Raj Kumar                                  |
| Einzel SU5     | Cheah Liek Hou                     | Bartłomiej Mróz              | İlker Tuzcu                                |
| Einzel SS6     | Didin Taresoh                      | Andrew Martin                | Krysten Coombs                             |
| Einzel SS6     | Didin Taresoh                      | Andrew Martin                | Jack Shephard                              |
| Doppel WH1-WH2 | Kim Kyung-hoon Lee Sam-seop        | Kim Jung-jun Lee Dong-seop   | Chan Ho Yuen Osamu Nagashima               |
| Doppel WH1-WH2 | Kim Kyung-hoon Lee Sam-seop        | Kim Jung-jun Lee Dong-seop   | Tsutomu Shimada Seiji Yamami               |
| Doppel SL3-SL4 | Anand Kumar Boregowda Manoj Sarkar | Pramod Bhagat Tarun          | Daniel Bethell Bobby Griffin               |
| Doppel SL3-SL4 | Anand Kumar Boregowda Manoj Sarkar | Pramod Bhagat Tarun          | Nguyễn Văn Thương Phạm Đức Trung           |
| Doppel SU5     | Cheah Liek Hou Hairol Fozi Saaba   | Bartłomiej Mróz İlker Tuzcu  | Kim Gi-yeon Shin Kyung-hwan                |
| Doppel SU5     | Cheah Liek Hou Hairol Fozi Saaba   | Bartłomiej Mróz İlker Tuzcu  | Colin Keranauton Tay Wei Ming              |
| Doppel SS6     | Krysten Coombs Jack Shephard       | Isaak Dalglish Andrew Martin | Robert Laing Andrew Moorcroft              |
| Doppel SS6     | Krysten Coombs Jack Shephard       | Isaak Dalglish Andrew Martin | Sayatorn Chatsrijurarat Alexander Mekhdiev |

### Damen
| Disziplin      | Gold                              | Silber                                              | Bronze                              |
| -------------- | --------------------------------- | --------------------------------------------------- | ----------------------------------- |
| Einzel WH1     | Wang Ping                         | Son Ok-cha                                          | Kang Jung-kum                       |
| Einzel WH1     | Wang Ping                         | Son Ok-cha                                          | Karin Suter-Erath                   |
| Einzel WH2     | Amnouy Wetwithan                  | Lee Sun-ae                                          | Rie Ogura                           |
| Einzel WH2     | Amnouy Wetwithan                  | Lee Sun-ae                                          | Emine Seçkin                        |
| Einzel SL4     | Helle Sofie Sagøy                 | Faustine Noël                                       | Katrin Seibert                      |
| Einzel SL4     | Helle Sofie Sagøy                 | Faustine Noël                                       | Vu Hoai Than                        |
| Einzel SU5     | Julie Thrane                      | Mamiko Toyoda                                       | Megan Hollander                     |
| Einzel SU5     | Julie Thrane                      | Mamiko Toyoda                                       | Cintya Oliveira                     |
| Einzel SS6     | Rachel Choong                     | Rebecca Bedford                                     | Randika Doling                      |
| Einzel SS6     | Rachel Choong                     | Rebecca Bedford                                     | Maria Bartusz                       |
| Doppel WH1-WH2 | Sujirat Pookkhum Amnouy Wetwithan | Kang Jung-kum Kim Sim-yeom                          | Lee Sun-ae Son Ok-cha               |
| Doppel WH1-WH2 | Sujirat Pookkhum Amnouy Wetwithan | Kang Jung-kum Kim Sim-yeom                          | Ikumi Kubo Wang Ping                |
| Doppel SL3-SU5 | Helle Sofie Sagøy Katrin Seibert  | Parul Dalsukhbhai Parmar Manasi Girishchandra Joshi | Wannaphatdee Kamtam Julie Thrane    |
| Doppel SL3-SU5 | Helle Sofie Sagøy Katrin Seibert  | Parul Dalsukhbhai Parmar Manasi Girishchandra Joshi | Véronique Braud Faustine Noël       |
| Doppel SS6     | Rebecca Bedford Rachel Choong     | Randika Doling Nina Kersten                         | Maria Bartusz Emma Farmham          |
| Doppel SS6     | Rebecca Bedford Rachel Choong     | Randika Doling Nina Kersten                         | Saritha Gudeti Ruhi Satish Shingade |

### Mixed
| Disziplin      | Gold                               | Silber                                   | Bronze                                        |
| -------------- | ---------------------------------- | ---------------------------------------- | --------------------------------------------- |
| Doppel WH1-WH2 | Lee Sam-seop Kim Sim-yeom          | Jakarin Homhaul Amnouy Wetwithan         | Junthong Dumnern Sujirat Pookkhum             |
| Doppel WH1-WH2 | Lee Sam-seop Kim Sim-yeom          | Jakarin Homhaul Amnouy Wetwithan         | Mai Jianpeng Wang Ping                        |
| Doppel SL3-SU5 | Raj Kumar Parul Dalsukhbhai Parmar | Rakesh Pandei Manasi Girishchandra Joshi | Daniel Bethell Julie Thrane                   |
| Doppel SL3-SU5 | Raj Kumar Parul Dalsukhbhai Parmar | Rakesh Pandei Manasi Girishchandra Joshi | Peter Schintzel Katrin Seibert                |
| Doppel SS6     | Andrew Martin Rachel Choong        | Jack Shephard Rebecca Bedford            | Mark Joseph Dharmai Saritha Gudeti            |
| Doppel SS6     | Andrew Martin Rachel Choong        | Jack Shephard Rebecca Bedford            | Prabhu Kanamadugu Gowdar Ruhi Satish Shingade |